# ハインリッヒ・バルクハウゼン
ハインリッヒ・バルクハウゼン（Heinrich Georg Barkhausen, 1881年12月2日 - 1956年2月20日）はドイツの物理学者。電気工学の分野の工学者で、強磁性体のバルクハウゼン効果、発振のバルクハウゼン条件などに名前が残っている。
ブレーメンに生まれた。1907年にゲッティンゲン大学で学位をとるまでミュンヘン大学、ベルリン大学で学んだ。1911年ドレスデン工科大学の電気工学の教授となった。最初の聴講生には日本人の八木秀次がいた。
1919年に外部磁化による強磁性体の磁化が断続的に増えるバルクハウゼン効果を発見した。電気回路で正のフィードバックをかけると、システムが発振する条件（バルクハウゼン条件）を示した。1933年モーリス・N・リーブマン記念賞受賞。1938年に来日している。